# Майнака
Майнака (санскр. मैनाक) или Майнака Парвата — живая гора из индуистского эпоса Рамаяна, которая также является зятем Шивы и братом богини Парвати. Майнак обладал способностью летать, а также увеличивался в размерах и был также известен как Золотая гора.

## Рождение
Когда-то бог Гималаев, также известный как Шайлрадж, когда-то правил севером, захотел жениться и создать семью. По просьбе богов все старейшины стали сватать на нём своих дочерей, и вскоре он женился на Майнавати, дочери горы Меру и Свадхи (дочери Дакши). На свадьбе Вишну и Индра сообщили паре, что в их семье должно произойти божественное рождение на Земле жены самого Шивы, и поэтому они посоветовали паре молиться Богине Бхагавати, чтобы она родилась их дочерью, и стала женой Шивы после погибшей Сати. Итак, в течение 27 лет Химаван и Майнавати молились богине Бхагвати, и в конце концов она предстала перед ними и сказала, что исполнит их любое желание. Майнавати пожелала иметь 100 детей, один из которых был её воплощением. Через некоторое время у Майнавати родилось сто сыновей и дочерей, старшим из них был Майнак. Также у них была прекрасная дочь, которую они назвали Умой, которую позже переименовали в Парвати.

## Потоп на Майнаке
Согласно индуистской мифологии, многие древние горы имели крылья и обладали божественной силой полета. Однако по неизвестным причинам это не понравилось Индре, и он отрубил крылья 99 братьям и сёстрам Майнака. Однако Майнак обратился за помощью к богу ветра Ваю, и поэтому тот спрятал Майнака в океан, тем самым закрыв проход демонам. Позже он прилетел служить Хануману, дабы помочь в войне с Раваной.